# 岡田悠介
内間 悠介（うちま ゆうすけ、10月9日 - ）は、日本の男性声優・俳優・翻訳者。埼玉県出身。以前は賢プロダクション・ぷろだくしょん★A組に所属していた。東映アニメーション研究所出身。旧芸名は岡田悠介。

## 出演作品

### 映像作品
- 火曜サスペンス劇場
- 新評価研修ビデオ (VP)
- JR東海 (VP)
- トミカレスキュー　（警官役）

### 舞台
- 神田時来組プロデュース公演「幕末の丘」田郎兵衛役
- NPO法人東京オペラ協会主催 ユニバーサルデザインオペラ2007「魔法の笛と鈴」（見ザル）
- DEAR〜傷つくもの達…
- F-Side・熱海殺人事件〜サイコパス（榊原検事）
- 新国立劇場開場10周年特別記念公演「アイーダ」
- テレビ東京開局45周年記念イベント ARENA DI VERONA & PLÁCIDO DOMINGO in 東京2010（アイーダ：兵士　カルメン：竜騎兵隊隊長）

### 声の出演
- FMやまと アニメマジック・リローデッド（アシスタント）
- 頑張れ! グムスン（ドレッドヘアー役 他）
- 日テレ『スッキリ』日テレ
- 『池上彰が教えたい!「実は…のハナシ。」第2弾』
- フジテレビ『土曜プレミアム・目撃！超逆転スクープ2 世紀の凶悪監禁犯VS決死の生還劇』
- 千葉テレビ放送「MIDNIGHT HORROR&FANTASY TIME」デンセンマン
- ＣＭ 新日本製薬「ヨクイニン錠ＳＨ」
- ＣＭ THE YELLOW MONKEY SUPER BIG EGG 2017
- 第 3 回「未完成映画予告編大賞 MI-CAN」審査員特別賞受賞作品 東京ピルグリム ナレーション

翻訳作品・ゲーム作品　多数